# Pseudognaphalium helleri
Pseudognaphalium helleri là một loài thực vật có hoa trong họ Cúc. Loài này được (Britton) Anderb. miêu tả khoa học đầu tiên năm 1991.